# Mercedario
Der Mercedario ist ein 6770 m hoher Berg der Anden in Argentinien.
Der Cerro del Mercedario gehört zur Hauptgebirgskette der Anden (Cordillera Principal) in der Region Cuyo, Provinz San Juan, im mittleren Westen Argentiniens nahe an der Grenze zu Chile. Er ist einer von mehreren Gipfeln der so genannten Cordón de la Ramada (Ramada-Kette), die alle 5500 m Höhe übersteigen. Als einer der höchsten Berge der Anden belegt er Platz acht in der Liste der Berge Südamerikas. Von seinem Gipfel aus ist über die anderen Berge hinweg der etwa 140 km entfernte Pazifik sichtbar. Die Höhenmessungen während des 19. und 20. Jahrhunderts ergaben rund 6800 m ü. M. (6797 m (Pisis, 1875), 6770 m (Steffen, 1905), 6800 m (Daszynski, 1934)). SRTM-Daten zeigten in einer Version von vor 2006 einen Maximalwert von 6701 m, bzw. 33 m weniger, also 6668 m (ü. M. im EGM96 Geoid Modell).
Das zuständige Instituto Geográfico Nacional gab 2022 eine Gipfelhöhe von 6770 m an.
Der Mercedario liegt in einem Gebiet, das klimatisch als subtropisch semiarid klassifiziert wird. Die mittlere Jahresniederschlagshöhe beträgt dort weniger als 500 mm und unterliegt großen Schwankungen. Für den Berg wird die mittlere Temperatur im Januar, dem Hochsommermonat auf der Südhalbkugel, auf –6 °C bis –11 °C geschätzt. Es gibt zwei große Gletscher. Der Gletscher auf der Nordseite, La Ollada oder La Hoyada genannt, liegt in einer Bodensenke etwa 1 km vom Gipfel entfernt mit einer gemessenen maximalen Eisdicke von 137 m (±13 %). Bei einer Länge von etwa 3,5 km und einer variablen Breite von 1,3 bis 0,6 km reicht die Gletscherzunge hinab bis etwa 5700 m Höhe. Die durchschnittliche Jahresnettoakkumulation des Schnees am Gletscher betrug bisher 450 mm Wasseräquivalent. Der große Gletscher auf der Südostseite wird Caballito („Pferdchen“) genannt.
Der Mercedario galt zu prähispanischen Zeiten als heiliger Berg, auf dem ein Bergheiligtum errichtet wurde. Unterhalb des Gipfels, am eisfreien nord-östlichen Abhang verteilt in 6000 bis 6500 m Höhe, befindet sich ein Zeremonialkomplex, der aufgrund der dort geborgenen Funde auf die Epoche der Inka datiert wird, die in dieser Region etwa von 1470 bis 1530 gedauert hat. Archäologen gehen davon aus, dass es sich um einen der wichtigsten seiner Art im Süden des Inkareiches handelte. Dazu gehört am unteren Hang auf um die 5300 m eine logistische Anlage, „Tambería de Pircas de Indios“ genannt. Es handelt sich dabei um einen Beherbergungs- und Versorgungskomplex, der wahrscheinlich der Akklimatisation der Priester und deren Helfer vor dem Aufstieg zum Gipfel diente. Das Gelände an dieser Anlage wird auch gegenwärtig noch als Ort zum Aufschlagen eines Basislagers zur Gipfelbesteigung genutzt.
Der Mercedario ist also schon vor wenigstens 500 Jahren zum ersten Mal bis zum Gipfel bestiegen worden. Ab dem 16. Jahrhundert wurde das durch die Zerstörung des Inkareiches und der nachfolgenden Zwangskatholisierung systematisch unterbunden. Erst wieder im 20. Jahrhundert entdeckten europäische Bergsteiger auf der Suche nach neuen Herausforderungen den abgelegenen Gipfel für ihre Zwecke. Victor Ostrowski und Adam Karpiński, zwei Mitglieder einer polnischen Expeditionsgruppe, erreichten den Gipfel am 18. Januar 1934. Die beiden folgenden dokumentierten Aufstiege sind die einer Gruppe argentinischer Soldaten von 1946, und von argentinischen Bergsteigern am 9. Januar 1949.
Heute ist die Gipfelbesteigung als organisierte kommerzielle Touristenattraktion ohne technische Anforderungen für jeden durchführbar, der dazu körperlich in der Lage ist. Da der Berg im Grenzgebiet liegt, gibt es mehrere Kontrollstellen der Gendarmerie. Es wird im größeren Umkreis Kupferabbau betrieben. Der Zugang erfolgt oftmals vom Ort Barreal. Nach ca. 35 km erreicht man die Hauptkontrollstelle Las Juntas am Zusammenfluss von zwei Gewässern. Der Zugang erfolgt über eine bewachte Brücke. Die Bergwerksgesellschaft fordert ein Permit. Das Bergwerk selbst erreicht man von Las Juntas aus nach 121 km.